# 175152 Marthafarkas
175152 Marthafarkas è un asteroide della fascia principale. Scoperto nel 2005, presenta un'orbita caratterizzata da un semiasse maggiore pari a 2,3398170 UA e da un'eccentricità di 0,1286958, inclinata di 6,31359° rispetto all'eclittica.
L'asteroide è dedicato all'astronoma amatoriale canadese Martha Farkas.